# Парасюк, Александр Степанович
Александр Степанович Парасюк — советский хозяйственный, государственный и политический деятель.

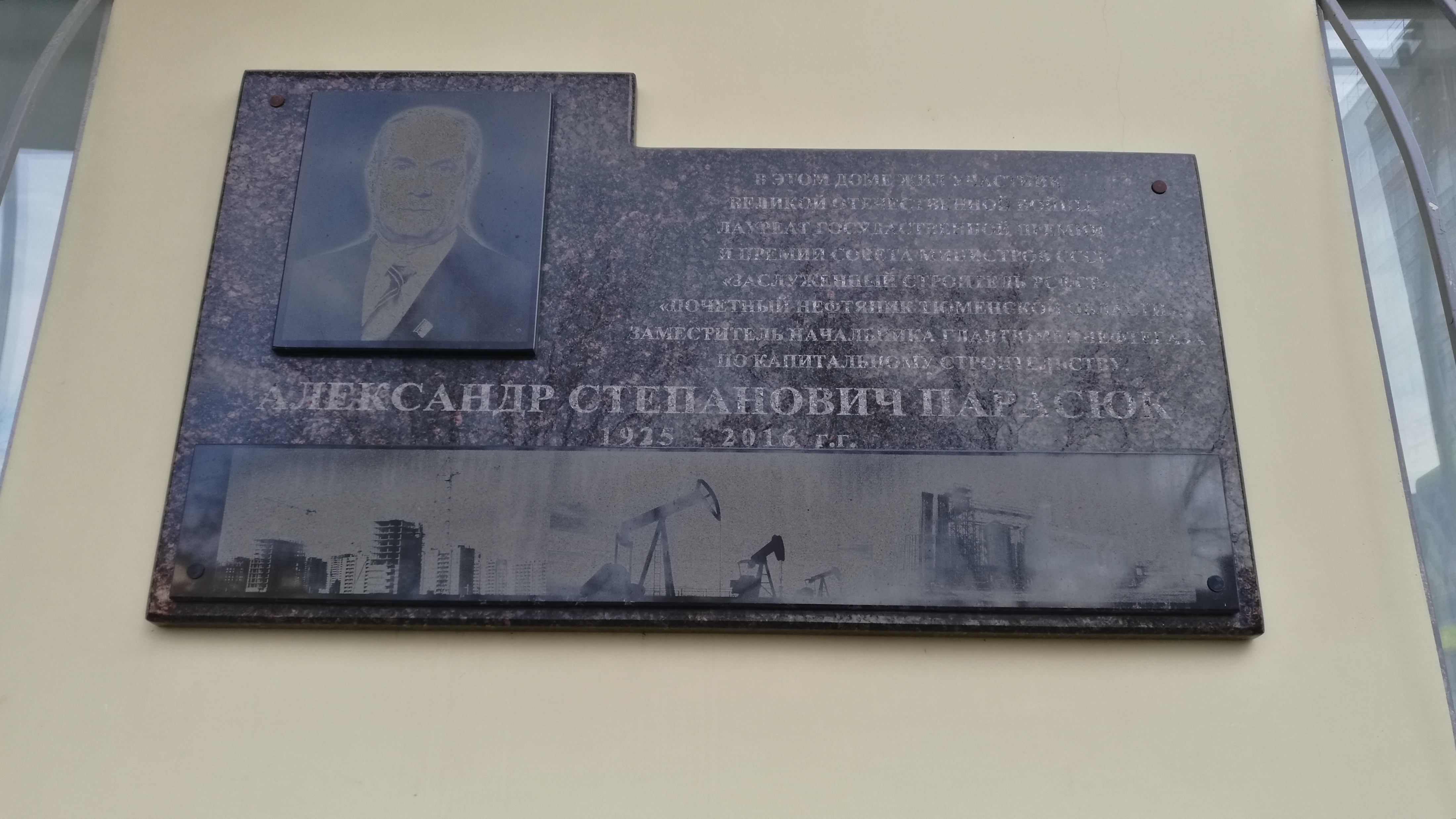
Мемориальная доска на ул. Немцова, д. 43. г. Тюмень, 2021 год.

## Биография
Родился в 1925 году в селе Байбузовка. Член КПСС.
Участник Великой Отечественной войны. С 1952 года — на хозяйственной, общественной и политической работе. В 1952—2015 гг. — слесарь Серафимовского промысла треста «Туймазанефть», главный механик, главный инженер строительно-монтажной конторы треста «Октябрьскнефть», заместитель начальника, начальник строительно-монтажного цеха нефтепромыслового управления «Октябрьскнефть», главный инженер-заместитель управляющего трестом «Башнефтепромстрой», начальник отдела капитального строительства Управления нефтедобывающей промышленности Башкирского совнархоза, заместитель начальника по капитальному строительству ПО «Башнефть», заместитель начальника Главтюменнефтегаза по капитальному строительству, ведущий инженер института «Гипротюменнефтегаз», консультант ОАО «Тюменнефтегаз», президент, Почётный президент Тюменского областного общественного Фонда им. В. И. Муравленко.
За разработку и внедрение новых высокоэффективных научно-технических и инженерных решений освоения в короткие сроки Самотлорского нефтяного месторождения был в составе коллектива удостоен Государственной премии СССР в области техники 1977 года.
Проживал в Тюмени. Скончался в 2016 году.